# Polarität (Philosophie)
Polarität ist ein Ausdruck der Philosophie für das Verhältnis sich gegenseitig bedingender Größen. Sie unterscheidet sich vom Dualismus, bei dem die Größen als antagonistisch (nicht miteinander vereinbar) gesehen werden. Bei der Polarität geht es nicht um einen unvereinbaren Gegensatz, sondern um ein komplementäres Verhältnis.  
Eine Polarität besteht aus einem Gegensatzpaar und der Beziehung zwischen den Polen: hell – dunkel, kalt – heiß, schwarz – weiß, Mann – Frau, Liebe – Hass, arm – reich, krank – gesund usw. wobei einem einzelnen Pol nie eine Wertung (etwa gut oder schlecht) zukommt. Die Pole sind die zwei gegenüberliegenden Enden derselben Sache, untrennbar zu einer Einheit verbunden und bedingen einander. Tag lässt sich nur im Kontrast zur Nacht definieren, Heiß nur, wenn es auch Kalt gibt, keine Armut ohne Reichtum usw.
Im Sinne der Gegensatzlehre, die nach Romano Guardini als Grundprinzip alles Lebendig-Konkreten gilt, geschieht die Erkenntnis der Polarität aber nicht wie bei der aristotelischen Logik, die auf dem Grundsatz des Widerspruchs (A ist nicht gleich Nicht-A) basiert. Sondern das Verständnis dieser Art von Gegensatzverhältnis (bzw. Spannungseinheit) wird vor allem durch die paradoxe Logik ermöglicht, welche besagt, dass A und Nicht-A sich als Eigenschaft von X nicht ausschließen.
Im deutschen Idealismus, einer philosophischen Strömung, findet der Begriff Polarität besonders Verwendung bei Schelling und Hegel. So spricht Hegel von der Polarität als „von einem Unterschiede, in welchem die Unterschiedenen untrennbar sind“. Wichtig ist die Aufdeckung einer polaren Struktur in der dialektischen Bewegung aus dem Prinzip von Einheit und Trennung der Gegensätze (vgl. Widerspruch (Dialektik)).
Vereint man die beiden entgegengesetzten Pole, findet man die Einheit, die die Polarität zur Polarität darstellt. In der chinesischen Philosophie ist die Polarität (Taiji) ein zentraler Begriff. Insbesondere im Daoismus wird eine Einheit von polaren Gegensätzen (Yin und Yang) besonders betont.